# 聖克勞德 (密蘇里州)
聖克勞德（英語：St. Cloud）是位於美國密蘇里州克勞福德縣的村。

## 人口
根據2020年美國人口普查的數據，聖克勞德的面積為3.21平方千米，皆為陸地。當地共有人口43人，而人口密度為每平方千米13人。